# Kleigroefbij
De kleigroefbij (Lasioglossum pauxillum) is een vliesvleugelig insect uit de familie Halictidae. De wetenschappelijke naam van de soort is voor het eerst geldig gepubliceerd in 1853 door Schenck.